# ロボットのぞみ
ロボットのぞみ は、日本の大道芸人。

## プロフィール
ロボットの扮装でのパントマイムを代表に、現代社会が抱える問題をテーマにしたパフォーマンスを行う。舞台、イベント、テレビなど、全国各地、海外の様々な場所で活動を行っている。
音楽、映像制作にも力を入れており、自ら作詞作曲を手がける曲を取り入れ、よりメッセージ性の強いパフォーマンスを披露している。
東京都認定ヘブンアーティスト、心理カウンセラー、神経言語プログラミング、プラク・マスター・トレーナー、交流分析士、色彩心理療法免許を取得。公演や制作にも心理療法を取り入れている。
感情認識ヒューマノイドロボット『Pepper』の動作アドバイザーとしても参加。

## 経歴
- 関東生まれ、沖縄県今帰仁村にて祖母のもとで育つ。
- 2007年　沖縄から東京へ移住。9月東京都認定ヘブンアーティストライセンス取得。
- 2008年　蜷川幸雄の舞台に参加し感化され、劇団「ROBOT COMPANY」を旗揚げ。定期的に舞台・ライブ活動を行っている。
- 2009年〜2010年　日本全国およびヨーロッパ各国にてストリートパフォーマンス修行。
- 2014年　10月2日に株式会社RPGエンターテーメントを設立、自身の専用劇場「秘密の森の王国」を立ち上げ。
- 2015年　パフォーマー育成専門学校「特殊パフォーマンススクールRPG」設立。民間資格「パフォーマンスセラピー」発行。劇場カフェレストラン「月夜と森のサーカス」をプロデュース。

## パフォーマンスの構成

### 「ロボット」の時
- 「生命」「自然」「環境」「動物」「人」をテーマにパフォーマンスをする。
- 「ロボットの一生」「ロボットと桜」「ロボットと戦争」などのパントマイム作品。

### 「のぞみ」の時
- パントマイム ＋ 映像 ＋ ボイスパーカッション ＋ 演劇 ＋ コメディなどを駆使し、作品を作っている。
- BGMや効果音なども自分の口から再現しながら、パントマイムをする。同時に3つの作業ができる。
- その他にもブレイクダンス、アクロバット、マジック、ジャグリングなど色々な分野を取り入れたパフォーマンスも行っている。

## 出演番組
- アニメ探索隊（テレビ東京、2007年10月4日）
- あらびき団（TBSテレビ、2007年10月10日・11月28日）作品「ロボットと子犬」
- 一期一会 キミにききたい!（NHK教育、2008年7月5日）作品「ロボットと花」
- 誰も知らない泣ける歌（日本テレビ、2009年1月27日・2月24日・3月3日）「ロボットと小鳥」ほか
- NONFIX（フジテレビ、2010年7月）
- 世界1のSHOWタイム～ギャラを決めるのはアナタ～（日本テレビ、2010年10月3日）作品「ロボットと子犬」
- ZIP! キテルネ!コーナー（日本テレビ、2012年5月）作品「ロボットと戦争」
- 世界1のSHOWタイム～ギャラを決めるのはアナタ～（日本テレビ、2012年1月2日）作品「ロボットと戦争」
- 未来シアター（日本テレビ、2013年6月21日）
- TOKYO BRANDNEW DAYS～アシタノワタシ～（テレビ東京、2014年3月15日）
- 金曜カーソル テレビをあそべ! 参加型エンタメダービー（WOWOW、2014年6月13日、7月25日）
- まるごと知りたい!AtoZ（NHK BS プレミアム、2014年6月28日）

### PV
- 二人いつまでも（Sonar Pocket）
- 2145年（ACIDMAN）

## 舞台・ツアー公演
- 2012年　「ROOM」
- 2013年8月～9月　全国ツアー「TRAIN」
- 2014年2月～12月　毎月定期公演「闇の遊園地」
- 2014年8月～2015年3月　全国ツアー「光の遊園地」
- 2021年10月22日 田原本町立北中学校(奈良県) 芸術鑑賞会 (大道芸・「朝、起きたらロボットになっていた。」を披露)